# جکی لین
جکی لین (انگلیسی: Jackie Lane) (۱۰ ژوئیهٔ ۱۹۴۱ - ۷ ژوئن ۲۰۲۱) یک هنرپیشه اهل بریتانیا بود.
از فیلم‌ها یا برنامه‌های تلویزیونی که وی در آن نقش داشته است می‌توان به دوباره خداحافظ اشاره کرد.